# フレデリック・E・デイヴィソン
フレデリック・エリス・デイヴィソン（英:Frederic Ellis Davison、1917年9月28日 - 1999年1月24日）は、アメリカ陸軍の士官。最終階級は少将。アフリカ系アメリカ人として初めて少将に昇進し、師団長となった。第二次世界大戦に従軍した後、ベトナム戦争に従軍し、第199軽歩兵旅団を指揮した。

## 幼少期と教育
1917年9月28日、ワシントンD.C.で父スー・ブライト・デイヴィソンと母エリス・チャールズ・デイヴィソンの間に生まれた。ダンバー高校を卒業後、ハワード大学に通い、1938年に卒業した。その後、1940年に化学と動物学の修士号を取得している。

## 軍歴

### 初期
1939年3月に予備役将校訓練課程を修了し、予備役の少尉に任官。1941年3月に現役に召集され、第92歩兵師団第366歩兵連隊第3大隊H中隊の小隊長として、初めて従軍している:55。

### 第二次世界大戦
1943年9月、アメリカ合衆国が第二次世界大戦に参戦してから約2年後、第92歩兵師団がイタリア戦線に参加するためヨーロッパに展開した。この時、第366歩兵連隊第3大隊H中隊の中隊長であった。彼はその後、第366歩兵連隊第3大隊内で様々な任務を担い、第371歩兵連隊第1大隊B中隊の中隊長として終戦を迎えた:55。

### 第二次世界大戦後
1945年11月にアメリカに帰国すると、1946年3月30日に予備役に編入された。1947年8月に再び現役に召集されると第365歩兵連隊第1大隊D中隊の中隊長となった。1952年4月、西ドイツに派遣され、第370装甲歩兵大隊の作戦将校と大隊副長を歴任した:55。1954年にアメリカ陸軍指揮幕僚大学を、1962年にアメリカ陸軍戦略大学を卒業している:73。

### ベトナム戦争
デイヴィソン大佐は、1968年1月31日のテト攻勢開始時に、ロンビンポストに拠点を置く第199軽歩兵旅団の旅団長代理を務めていた。デイヴィソンは、ビエンホアとロンビンに対するテト攻撃の際に部隊の指揮を執った。1968年8月に旅団長に就任した:73
。
1968年9月に、准将に昇進し、この階級に達した2人目のアフリカ系アメリカ人となった:73
。

### ベトナム戦争後
1971年4月に少将に昇進した:73
。
1972年5月に第8歩兵師団の師団長となった。アフリカ系アメリカ人として初めての師団長就任であった。1973年11月から務めたアメリカ陸軍ワシントン軍管区司令官が、彼の陸軍における最後の経歴となった:73
。
1974年に陸軍を退役すると、1985年までハワード大学の学長補佐を務めた:74。
1999年1月24日に死去し、アーリントン国立墓地に埋葬された:74。